# 神埼站
神埼站（日语：／ Kanzaki eki */?）是位於佐賀縣神埼市神埼町，屬於九州旅客鐵道（JR九州）的長崎本線車站。車站編號為JH06。此站是前神埼町的中心車站，現為神埼市的代表車站。此站曾3次更改站名。

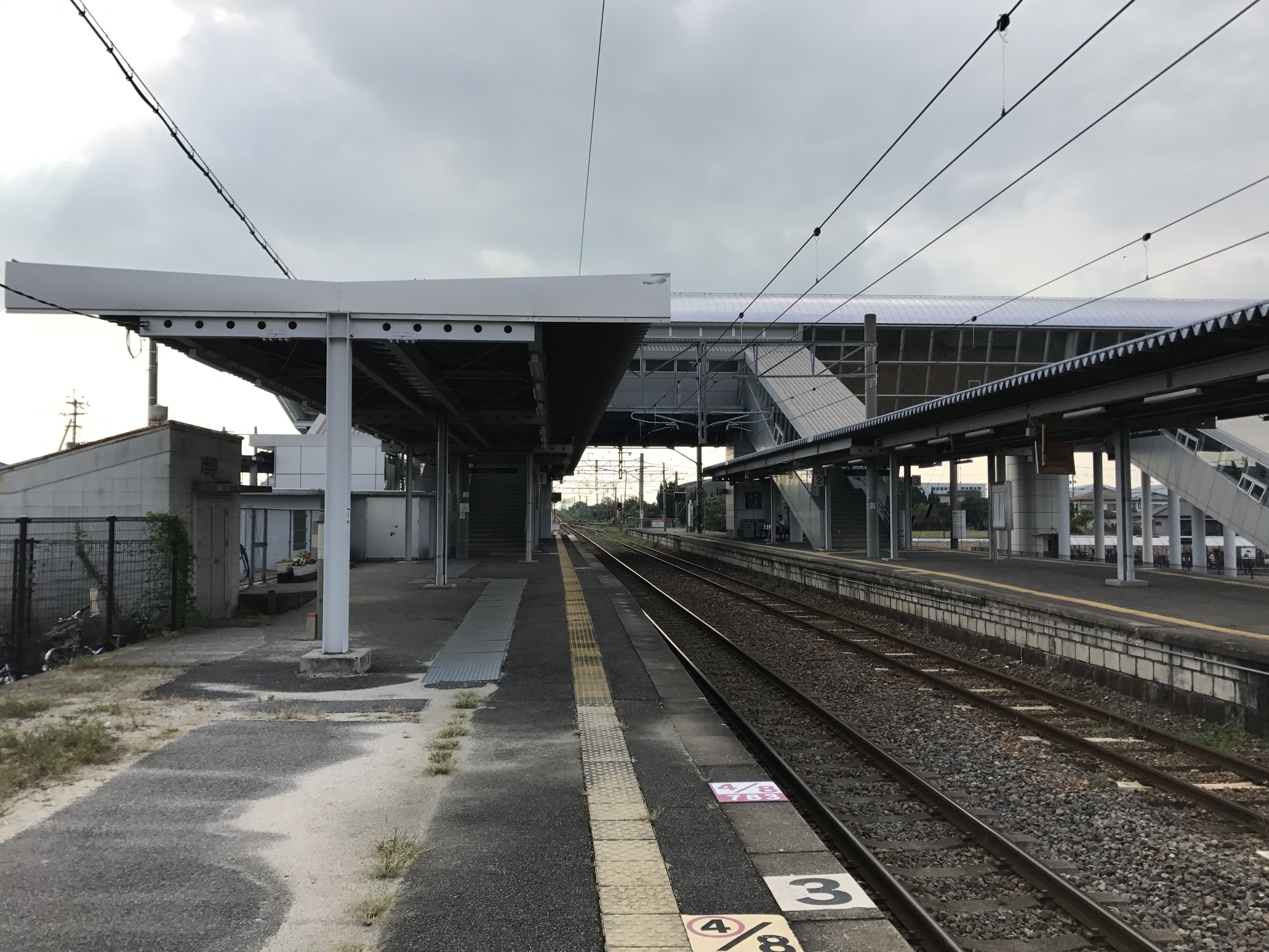
月台(2017年10月)

## 車站構造
本站是地面車站，設有1面1線的單式月台和1面2線的島式月台，共有2面3線的月台。現時的站房為跨站式站房，站房的主題取自於彌生時代的高蹺倉庫。
在南出口和北出口均設有升降機。前往鳥栖、博多方向的2、3號月台（島式月台）設有升降機連接站房。前往佐賀方向的1號月台（單式月台）沒有升降機。在2008年3月15日，上行設有2班列車需要待避特急列車，這些列車需要使用島式月台內側的副本線中。月台為了可讓817系電動列車使用，月台其中2卡車廂的高度提高了，使上落車廂時沒有梯級差。
此站是業務委託車站，委托JR九州鐵道營業負責車站業務。此站沒有MARS系統，但是設有POS終端。站內設有自動售票機。

### 月台
| 月台 | 路線     | 上下行 | 方向                                                   | 備註                |
| ---- | -------- | ------ | ------------------------------------------------------ | ------------------- |
| 1    | 長崎本線 | 下行   | 佐賀、江北、肥前鹿島、肥前濱方向 經■佐世保線往早岐方向 | 部分列車使用2號月台 |
| 2・3 | 長崎本線 | 上行   | 鳥栖、博多方向 經鹿兒島本線往吉塚、福間、門司港方向    | 通常列車使用3號月台 |

## 歷史
- 1891年8月20日：九州鐵道（第一代）佐賀線 鳥栖站至佐賀站開通，此站啟用。當時車站名為神崎站（日语：／）。
- 1907年：

- 7月1日：九州鐵道（第一代）被國有化，成為帝國鐵道廳車站。
- 11月1日：車站改名為神埼站（日语：／）。

- 1945年5月1日：為了區別此站與神崎站（現時：尼崎站），此站改名為肥前神埼駅（日语：／）[3]。
- 1956年4月10日：車站重新改回為神埼站。
- 1976年2月19日：除了專用線上出發或到達的車載貨物外，此站結束起卸貨物業務。
- 1985年3月14日：結束行李貨物業務。
- 1987年4月1日：隨國鐵分割民營化，車站由九州旅客鐵道（JR九州）和日本貨物鐵道（JR貨物）營運。
- 1997年3月22日：不再設有貨運列車使用此站。原本在車站東邊設有三愛石油（日语：三愛石油）佐賀營業所（油庫）專用線，從鶴崎站運送石油至該處。
- 2007年4月1日：JR貨物車站廢止，結束貨物起卸業務。
- 2009年3月1日：可以使用IC卡「SUGOCA」[4]。

## 使用狀況
本站的使用狀況如下：
| 乘車人次變化 | 乘車人次變化 |
| 年度         | 1日平均人次  |
| ------------ | ------------ |
| 2000         | 1,352        |
| 2001         | 1,373        |
| 2002         | 1,342        |
| 2003         | 1,330        |
| 2004         | 1,376        |
| 2005         | 1,446        |
| 2006         | 1,493        |
| 2007         | 1,531        |
| 2008         | 1,589        |
| 2009         | 1,589        |
| 2010         | 1,551        |
| 2011         | 1,619        |
| 2012         | 1,641        |
| 2013         | 1,681        |
| 2014         | 1,602        |
| 2015         |              |
| 2016         | 1,616        |
| 2017         | 1,596        |
| 2018         | 1,602        |
| 2019         | 1,645        |
| 2020         | 1,274        |
| 2021         | 1,308        |
| 2022         | 1,381        |
| 2023         | 1,440        |

## 其他
- 在一般情況下，只有普通列車停靠此站。但是，在毎年11月的1周內，於國家名勝九年庵開放期間，部分特急列車會臨時停靠。
- 此站是吉野里遺跡的其中一座最近車站。在站前建立了卑彌呼銅像。在該像左邊（東北偏東處約600米）為吉野里遺跡。在該像右邊設有同一遺跡，該處出土文物設有巴形銅器。

## 相鄰車站
九州旅客鐵道（JR九州）
 長崎本線
■特急「接力海鷗」、「喜鵲」、「綠」、「豪斯登堡」
通過
■區間快速（只有上行班次）、■普通
吉野里公園（JH05）－神埼（JH06）－伊賀屋（JH07）

## 外部連結
- JR九州神埼站（日語）